# Stille
Stille (с нем. — «тишина») — пятый полноформатный студийный альбом швейцарской готик-метал-группы Lacrimosa, выпущен в 1997 году на лейбле Hall of Sermon.
Stille записан Готтфридом Кохом и Яном П. Генкелем в гамбургской студии Импульс. Сведение осуществлено Гленном Мюллером в студии Гринвуд Мастеринг.
На альбоме активно используются симфонический оркестр и хор. Шесть из восьми композиций были написаны Тило Вольффом, автор остальных двух треков, «Not every pain hurts» и «Make it end», Анне Нурми, она же исполнила в них вокальные партии. Тексты её композиций написаны на английском языке. 25 октября 1996 года трек «Stolzes Herz» вышел отдельным синглом. На песни «Not every pain hurts», «Siehst du mich im Licht?» и «Stolzes Herz» были сняты клипы.
Stille был неоднозначно воспринят поклонниками группы: те, кто начал знакомство с творчеством Lacrimosa с альбома Inferno отозвались о нём довольно тепло, а старые поклонники подвергли его жёсткой критике. Но несмотря на противоречивые отзывы альбом стал успешным с коммерческой точки зрения. В марте и апреле 1997 года Stille появлялся в немецких хит-парадах, достигнув 64 места. Альбом занял 7 место в списке 20 лучших альбомов 1997 года по версии сайта Metal Storm. Обложку, как и для предыдущих альбомов, оформил Штелио Диамантопоулос. Для России альбом был лицензирован лейблом Irond и выпущен в двойном диджипаке с синглом «Stolzes Herz».

## Список композиций
| № | Оригинальное название    | Перевод                            | Музыка/слова | Время |
| 1 | Der erste Tag            | Первый день                        | Тило Вольфф  | 10:09 |
| 2 | Not every pain hurts     | Не всякая боль причиняет страдание | Анне Нурми   | 5:19  |
| 3 | Siehst du mich im Licht? | Видишь ли ты меня в свете?         | Тило Вольфф  | 8:18  |
| 4 | Deine Nähe               | Твоя близость                      | Тило Вольфф  | 11:00 |
| 5 | Stolzes Herz             | Гордое сердце                      | Тило Вольфф  | 8:45  |
| 6 | Mein zweites Herz        | Мое второе сердце                  | Тило Вольфф  | 6:52  |
| 7 | Make it end              | Положи этому конец                 | Анне Нурми   | 6:03  |
| 8 | Die Strasse der Zeit     | Дорога времени                     | Тило Вольфф  | 14:42 |

Некоторые издания альбома содержат трек «Ich bin der brennende Komet».

## Участники записи
В работе над альбомом приняли участие:
Музыканты
- Тило Вольфф (нем. Tilo Wolff) — автор текстов, композитор, вокал, фортепиано, клавишные, программинг, аранжировка
- Анне Нурми (фин. Anne Nurmi) — автор композиций «Not every pain hurts» и «Make it end», вокал, клавишные
- ЭйСи (англ. AC) — ударные
- Джэй Пи. (англ. Jay P.) — бас-гитара
- Саша Гербиг (нем. Sascha Gerbig) — гитара
- Готтфрид Кох (нем. Gottfried Koch) — акустическая гитара
- Эрик Фёрстер (нем. Eric Förster) — дополнительная гитара
- Кристоф Майер-Янзон (нем. Christoph Meyer-Janson) — дополнительное фортепьяно
- Анжелика Хан (нем. Angelika Hahn) — скрипка
- Хуберт Штолленверк (нем. Hubert Stollenwerk) — труба
- Бармбекерский Симфонический Оркестр (нем. Barmbeker Symphonie Orchester)

Хор
- Беттина Штумм (нем. Bettina Stumm)
- Рафаэла Майхаус (нем. Raphaela Mayhaus)
- Готтфрид Кох (нем. Gottfried Koch)
- Кристоф Лайс-Бендорфф (нем. Christoph Leis-Bendorff)
- Ансамбль Розенберга (нем. Rosenberg Ensemble)
- Женский хор Люнкевитца (нем. Deutsche Lunkewitz Sängerinnen)

## Обложка и буклет
Над оформлением работали:
- Тило Вольфф — концепция оформления
- Штелио Диамантопулос (нем. Stelio Diamantopoulos) — художник-оформитель
- Йоханнес Рау (нем. Johannes Rau) — фотограф
- Студия Имаго (нем. Imago), Базель — разработка, реализация

На задней стороны обложки альбома изображены театральный занавес и лестница за кулисами, по которой готовится спускаться Элодия, изображённая ранее на обложке Inferno. Тема обложки Stille перекликается с оформлением вышедшего в 1998 году концертного альбома Live: Арлекин на сцене и крылатая фигура в светлом проёме двери.

## Позиции в чартах
| Страна   | Высшая позиция | И.    |
| -------- | -------------- | ----- |
| Германия | 64             | [ 4 ] |